# Near-Earth Object Camera
NEOCam (Камера довколоземних об'єктів) — запропонована місія з запуску інфрачервоного телескопу у космос для спостерігання за Сонячною системою і потенційно небезпечними астероїдами. Пропозиція була представлена у 2006 році, 2010 і у 2015 за програмою NASA «Discovery». У 2010, NEOCam отримала фінансування для розробки і тестування нових детекторів для пошуку астероїдів і комет. NEOCam буде розміщена у точці Лагранжа, це дозволить бути ближче до Сонця і бачити об'єкти, всередині орбіти Землі.
NEOCam була обрана 30 вересня 2015 року як один з п'яти півфіналістів для місії № 13 з космічної програми «Discovery». Кожен з півфіналістів отримав $3 млн на один рік для подальшої розробки проекту. Переможець буде визначений у вересні 2016 року, і має бути готовий до запуску до кінця 2021 року. NEOCam має стати наступником місії WISE. Головний керівник — Емі Маінзер з NASA Лабораторії Реактивного Руху (ЛРР).

## Огляд місії
Головними науковими цілями NEOCam стануть відкриття і характеристика орбіт найнебезпечніших астероїдів більше ніж 140 м в діаметрі, впродовж 4 літньої місії. Поле зору NEOCam є достатньо великим для того, щоб знайти тисячі довколоземних об'єктів діаметром навіть 30 м. Друга мета місії — знайдення і характеристика приблизно мільйону астероїдів з поясу астероїдів і тисяч комет. Якщо буде знайдений потенційно небезпечний об'єкт, офіційні представники NASA будуть діяти у відповідності до стандартної процедури на місці.

## Наукове навантаження
Наукове навантаження складатиметься з інфрачервоного телескопа і широкоугольної камери, яка працюватиме в двох діапазонах. Місія, швидше за все, буде використовувати спеціальний ртутньо-кадмієво-телурідовий сенсор, який називається HgCdTe Astronomical Wide Area Infrared Imager (HAWAII) виробництва компанії Теледін Цей детектор має добру результативність у інфрачервоному діапазоні без використання кріогенного охолодження рідини NEOcam буде знаходитись у відносно прохолодному місці у точці Лагранжа L1 і буде використовувати захисний щит від Сонця. Прототип сенсора був успішно протестований у квітні 2013 року.

## Оптичний зв'язок
Якщо місія буде обрана, вона може використовувати технологію Deep Space Optical Communications Ця технологія надає переваги під час використання лазерів для зв'язку Землі за орбітою Місяця. Лазерна комунікація не є невід'ємною вимогою, проте, якщо вона буде встановлена на NEOCam, то місія матиме грант у розмірі 30 млн дол. до первісних 450 млн дол. Причина цікавості у оптичній комунікації у космосі — це наявність потенціалу для різкого збільшення швидкості передачі даних; програма OPALS досягла передачі відео за 3.5 секунд, у той час, коли традиційно ця операція займала 10 хвилин (з орбіти МКС до поверхні Землі). Місія LADEE до цього протестувала двосторонній зв'язок у відкритому космосі з Місячної орбіти у 2013 році.

## Світлини

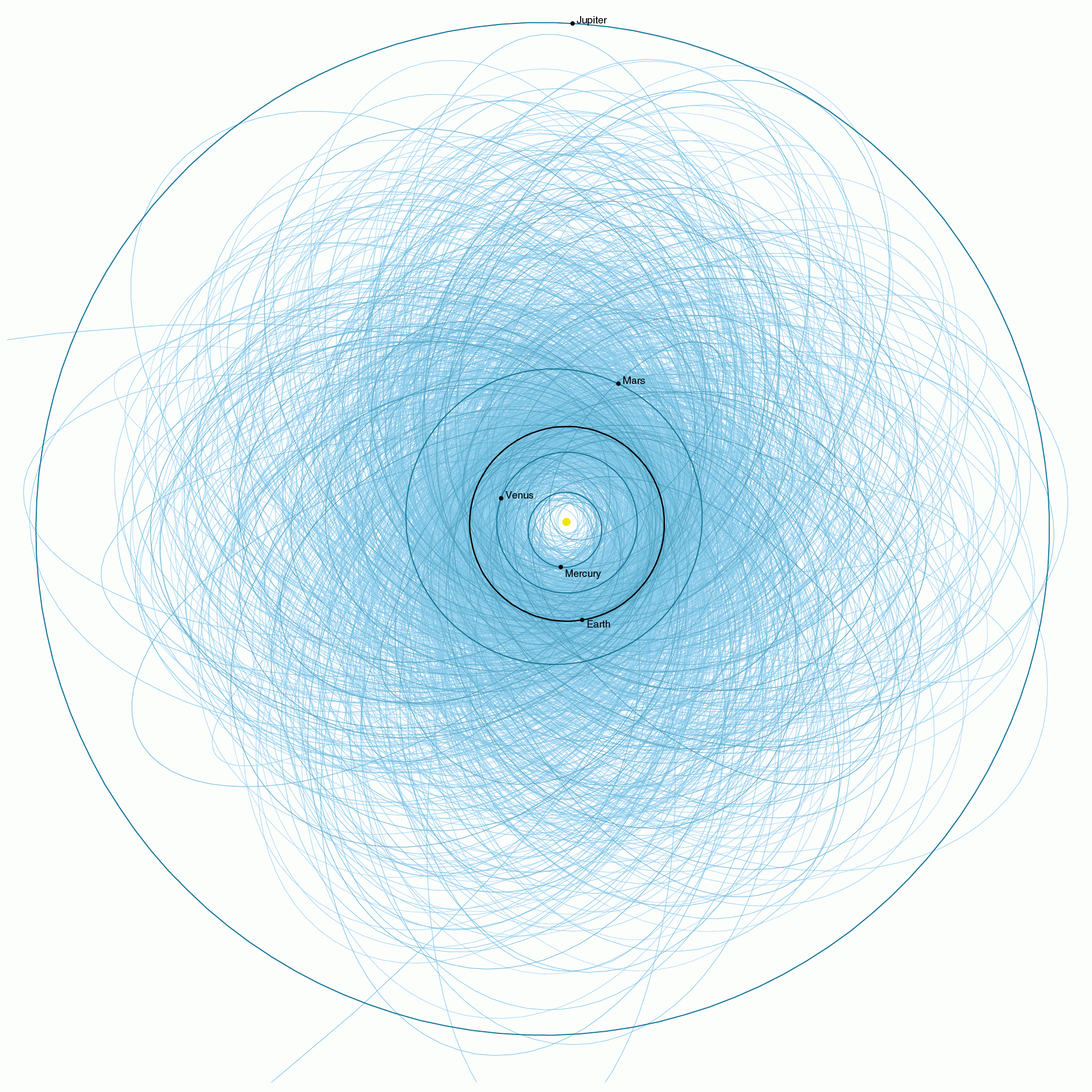
Ділянка орбіт відомих потенційно небезпечних астероїдів (розмір приблизно 460 м) і які пролетіли на відстані 4.7 млн миль від орбіти Землі на початку 2013 року.

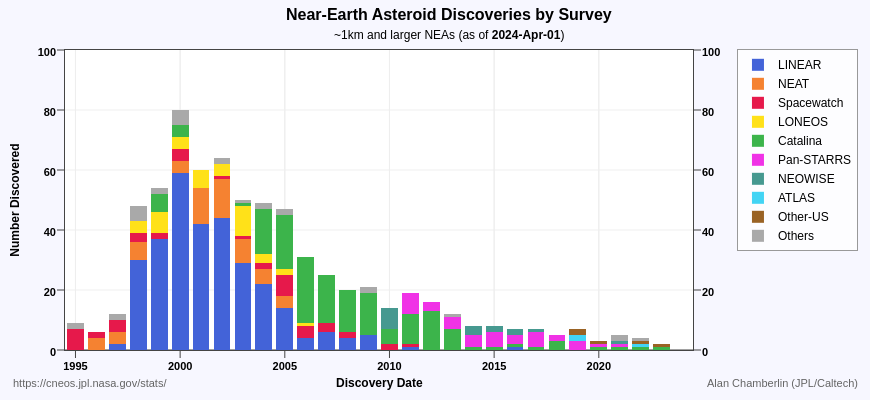
Графік, який показує кількість відкритих довколоземних об'єктів космічної програми США більше 1 км у діаметрі на рік